# Serzedo (Vila Nova de Gaia)
Serzedo ist ein Ort und eine ehemalige Gemeinde (Freguesia) im Nordwesten Portugals.
Serzedo gehört zum Kreis Vila Nova de Gaia im Distrikt Porto. Die Gemeinde hatte eine Fläche von 6,7 km² und 7903 Einwohner (Stand 30. Juni 2011). Der Ort wurde am 12. Juli 2001 zur Vila (dt.: Kleinstadt) erhoben.
Am 29. September 2013 wurden die Gemeinden Serzedo und Perosinho zur neuen Gemeinde União das Freguesias de Serzedo e Perosinho zusammengeschlossen.